# Staurastrum hystrix
Staurastrum hystrix là một loài Song tinh tảo trong họ Desmidiaceae, thuộc chi Staurastrum.